# Hymenoplia castilianissima
Hymenoplia castilianissima är en skalbaggsart som beskrevs av Baguena 1954. Hymenoplia castilianissima ingår i släktet Hymenoplia och familjen Melolonthidae. Inga underarter finns listade i Catalogue of Life.